# Allsvenskan i handboll för herrar 1943/1944
Allsvenskan i handboll 1943/1944 vanns av Majornas IK.

## Slutställning
| Nr | Lag                   | S  | V  | O | F  | GM  | IM  | MS  | P  |
| -- | --------------------- | -- | -- | - | -- | --- | --- | --- | -- |
| 1  | Majornas IK           | 18 | 13 | 1 | 4  | 236 | 171 | +65 | 27 |
| 2  | Redbergslids IK       | 18 | 11 | 0 | 7  | 176 | 171 | +5  | 22 |
| 3  | IK Göta (U)           | 18 | 9  | 3 | 6  | 170 | 149 | +21 | 21 |
| 4  | SoIK Hellas           | 18 | 10 | 1 | 7  | 158 | 139 | +19 | 21 |
| 5  | IFK Karlskrona        | 18 | 9  | 1 | 8  | 168 | 162 | +6  | 19 |
| 6  | Ystads IF (U)         | 18 | 9  | 0 | 9  | 159 | 158 | +1  | 18 |
| 7  | Flottans IF Stockholm | 18 | 6  | 3 | 9  | 149 | 182 | −33 | 15 |
| 8  | Västerås HF           | 18 | 6  | 2 | 10 | 171 | 185 | −14 | 14 |
| 9  | Sanna IF              | 18 | 6  | 1 | 11 | 159 | 200 | −41 | 13 |
| 10 | Göteborgs BIS (U)     | 18 | 4  | 2 | 12 | 151 | 180 | −29 | 10 |

## Skytteligan
|   | Spelare                      | Lag                   | Antal mål |
| - | ---------------------------- | --------------------- | --------- |
| 1 | Karl-Erik "Rommis" Johansson | Flottans IF Stockholm | 60        |
| 2 | Sten Schönberger             | SoIK Hellas           | 45        |
| 3 | Bertil Johansson             | IK Göta               | 41        |
| 3 | Sven Jönsson                 | IFK Karlskrona        | 41        |
| 5 | Rolf Andreasson              | Redbergslids IK       | 39        |

- Källa: [1]